# Anne-Marie de Palatinat-Neubourg
La comtesse Palatine Anne-Marie de Neubourg (18 août 1575, Neubourg-sur-le-Danube – 11 février 1643, Dornbourg) est comtesse palatine de Neubourg et par mariage duchesse de Saxe-Weimar.

## Biographie
Anne-Marie est l'aînée des enfants du comte palatin du Rhin Philippe-Louis de Neubourg (1547-1614) de son mariage avec Anne (1552-1632), fille du duc Guillaume de Clèves.
Elle épouse le 9 septembre 1591 à Neubourg le duc Frédéric-Guillaume Ier de Saxe-Weimar (1562-1602). À l'occasion du mariage une médaille en or est frappée, représentant le couple, un de chaque côté avec un buste. En 1604, elle déménage avec ses enfants, de Weimar à Altenbourg, qui est séparé de Weimar comme un duché indépendant le Duché de Saxe-Altenbourg pour l'un de ses fils. Après qu'elle soit devenue veuve en 1602, Anne-Marie sombre dans une profonde tristesse et à partir de 1612, elle vit séparée de ses enfants sur son douaire, le district et la ville de Dornbourg. Lors d'une attaque sur son château de Dornbourg par les soldats croates du Général Tilly, en 1631, au cours de la guerre de Trente Ans, Anne Marie résiste aux attaquants, mais est blessée à la joue. Avec l'aide de citoyens qui se sont précipités à son aide, les attaquants sont repoussés. Par gratitude pour ce geste, la duchesse fait don d'un calice à l'église locale.
Anne Marie est morte en 1643, et est enterrée dans la crypte royale de l'Église des Frères à Altenbourg.

## Descendance
De son mariage Avec Frédéric-Guillaume, Anne Marie a les enfants suivants:
- Jean-Philippe de Saxe-Altenbourg (1597-1639), duc de Saxe-Altenbourg, marié en 1618, la princesse Élisabeth de Brunswick-Wolfenbüttel (1593-1650)
- Anna Sophie (1598-1641), mariée en 1618 à Charles Frédéric de Münsterberg-Œls (1593-1647)
- Frédéric de Saxe-Altenbourg (1599-1625), duc de Saxe-Altenbourg
- Jean-Guillaume de Saxe-Altenbourg (1600-1632), duc de Saxe-Altenbourg
- Dorothée de Saxe-Altenbourg (1601-1675), mariée en 1633, à Albert de Saxe-Eisenach (1599-1644)
- Frédéric-Guillaume II de Saxe-Altenbourg (1603-1669), duc de Saxe-Altenbourg, marié d'abord en 1638, à Sophie-Élisabeth de Brandebourg (1616-1650), puis en 1652, à Madeleine-Sibylle de Saxe (1617-1668)